# Projekt 641
Projekt 641 hieß eine Klasse sowjetischer dieselelektrischer U-Boote. Sie wurde von der NATO Foxtrot-Klasse genannt. Sie galt als besonders zuverlässig und wurde von der Sowjetunion auch an einige andere Staaten verkauft.

## Entwicklung
Das Projekt 641 folgte den Klassen Projekt 611 und Projekt 633. In den Planungen von Projekt 641 wurden Antriebssystem, Rumpfform, die Verteilung der Torpedobewaffnung und andere Merkmale der Vorgängerklassen weitgehend übernommen; einige der bekannten Schwachstellen wurden beseitigt. Durch eine Verlängerung und Verbreiterung des Rumpfes konnten mehr Treibstoff und Vorräte mitgeführt werden und die Seeleute hatten mehr Platz auf dem U-Boot. Man steigerte die Konstruktionstauchtiefe auf 250 Meter und traf Vorbereitungen für den Einsatz moderner Torpedo- und Seeminentypen.

### Rumpf

Zeichnung der Steuerbordansicht eines Projekt-641-Bootes

Die Formgebung des Rumpfes war stark an Projekt 611 angelehnt. Beide Projekte teilten sich eine vergleichbare Antriebsanlage mit drei Wellen, so dass die Verwendung einer ähnlichen Rumpfform nahe lag. Bei Projekt 641 wurde der Strömungswiderstand durch die Verlagerung des Sonarsensors von der  Rumpfunterseite in die Bugspitze reduziert. Das Strömungsverhalten wurde durch eine andere Krümmung der Schiffsseiten verbessert, so dass sich die Geschwindigkeit von Projekt 641 trotz größerer Verdrängung im Vergleich zum Vorgänger kaum änderte.

### Maschinenanlagen

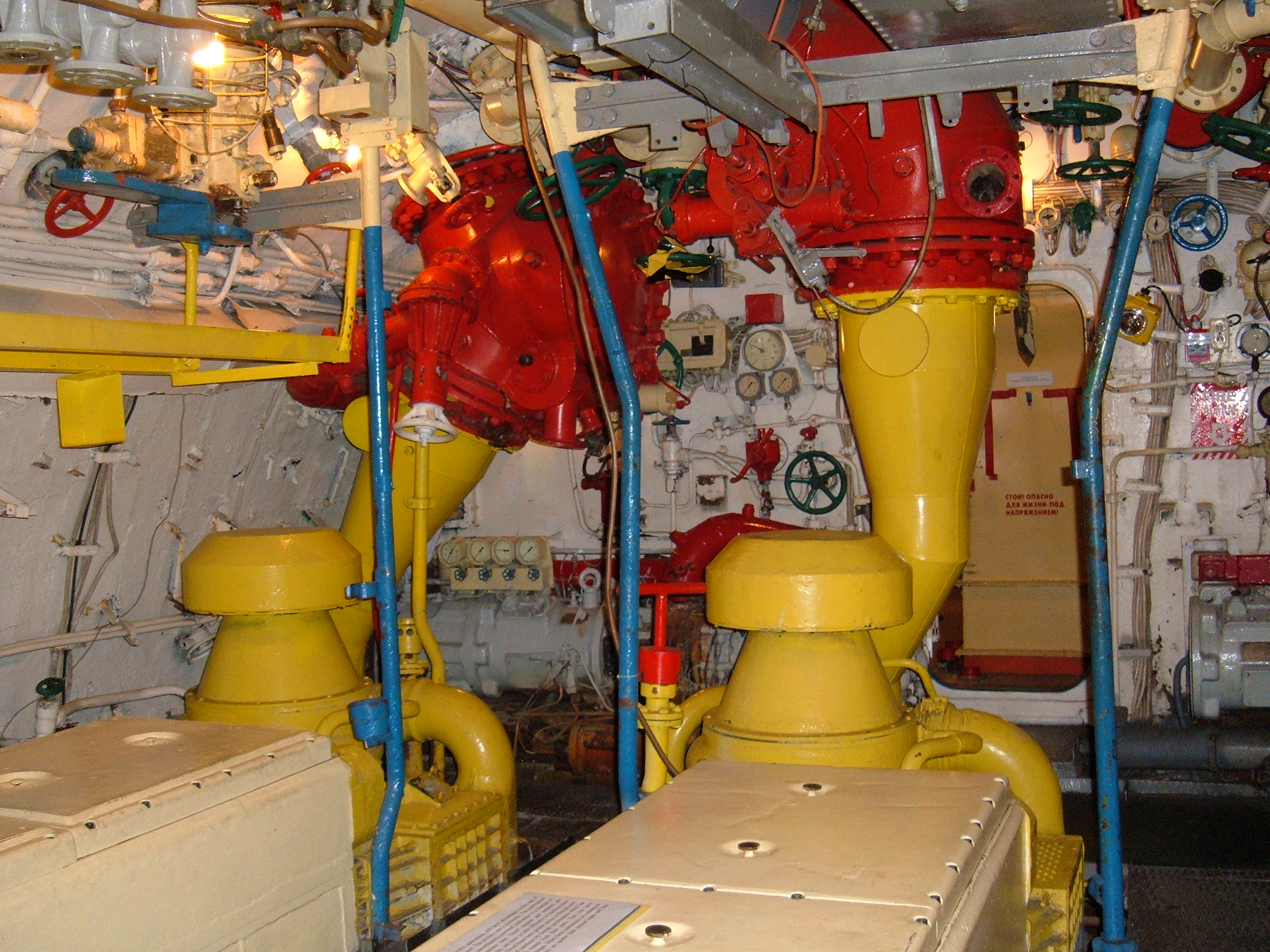
Zwei der drei Typ-37D-Dieselmaschinen im oberen Teil des Hauptmaschinenraums von B-39. Im Hintergrund ist der Zugang zum E-Maschinenraum zu sehen.

Bei Überwasserfahrt und Schnorchelfahrt wurden die U-Boote vom Standard-Schiffsdieselmotor sowjetischer U-Boote angetrieben. Die Konfiguration war identisch mit der auf Projekt 611: drei Motoren vom Typ 37D mit je 2.000 PS (1.471 kW). Die Höchstgeschwindigkeit lag bei 16,8 kn.
Bei Unterwasserfahrt wurden die Boote durch Elektromotoren angetrieben, die ihre Energie aus Bleiakkumulatoren bezogen. Zwei PG-101-Motoren mit je 1.350 PS (993 kW) trieben die beiden äußeren Wellen an, die mittlere wurde von einem PG-102-Elektromotor mit 2.700 PS (1.986 kW) angetrieben. Für Schleichfahrt stand ein PG-104-Elektromotor mit 140 PS (103 kW) zur Verfügung, der auf die mittlere Welle wirkte. Der PG-104 verbrauchte sehr viel weniger Energie als die PG-102-Motoren und lief deutlich leiser.

### Reichweite
Bei 8,13 Knoten Marschgeschwindigkeit konnten die Boote des Projekts 641 mit einer Tankfüllung 30.000 Seemeilen zurücklegen. Getaucht reichte die Batteriekapazität bei 15,30 Knoten für 16 Seemeilen. Die Vorräte an Bord ermöglichten Einsätze von bis zu 90 Tagen.

### Bewaffnung
Projekt 641 erhielt sechs Bug- und vier Hecktorpedorohre im Kaliber 533 mm. Eine ähnliche Kombination war bereits bei Projekt 633 verwendet worden, allerdings nur mit zwei Hecktorpedorohren. 22 Torpedos oder alternativ 32 MDT-Seeminen konnten mitgeführt werden. Im Bugtorpedoraum konnten 18 dieser Torpedos gelagert werden und im Heckraum vier.
Das Spektrum der verwendbaren Torpedos war sehr breit und erstreckte sich von alten Modellen wie dem 53-39 aus dem Zweiten Weltkrieg über den 53-51 von 1951, bis hin zu den Ende der 1960er-Jahre entwickelten Torpedotypen 53-65M und 53-65K. Die Torpedos der 65er Serie waren mit knapp 70 Knoten Spitzengeschwindigkeit bereits sehr schnell, hatten eine automatische Zielführung, einen Annäherungszünder und konnten aus bis zu 150 Metern Tiefe abgesetzt werden. Sie eigneten sich jedoch nur zum Angriff auf Ziele an der Wasseroberfläche und konnten nicht gegen gegnerische U-Boote eingesetzt werden. Es konnten auch 533-mm-Torpedomodelle mit Atomsprengkopf verwendet werden.
In den 1970er- und 1980er-Jahren für den Export nach Indien gebaute Projekt-641-U-Boote erhielten andere Hecktorpedorohre im Kaliber 400 mm.

### Sensoren

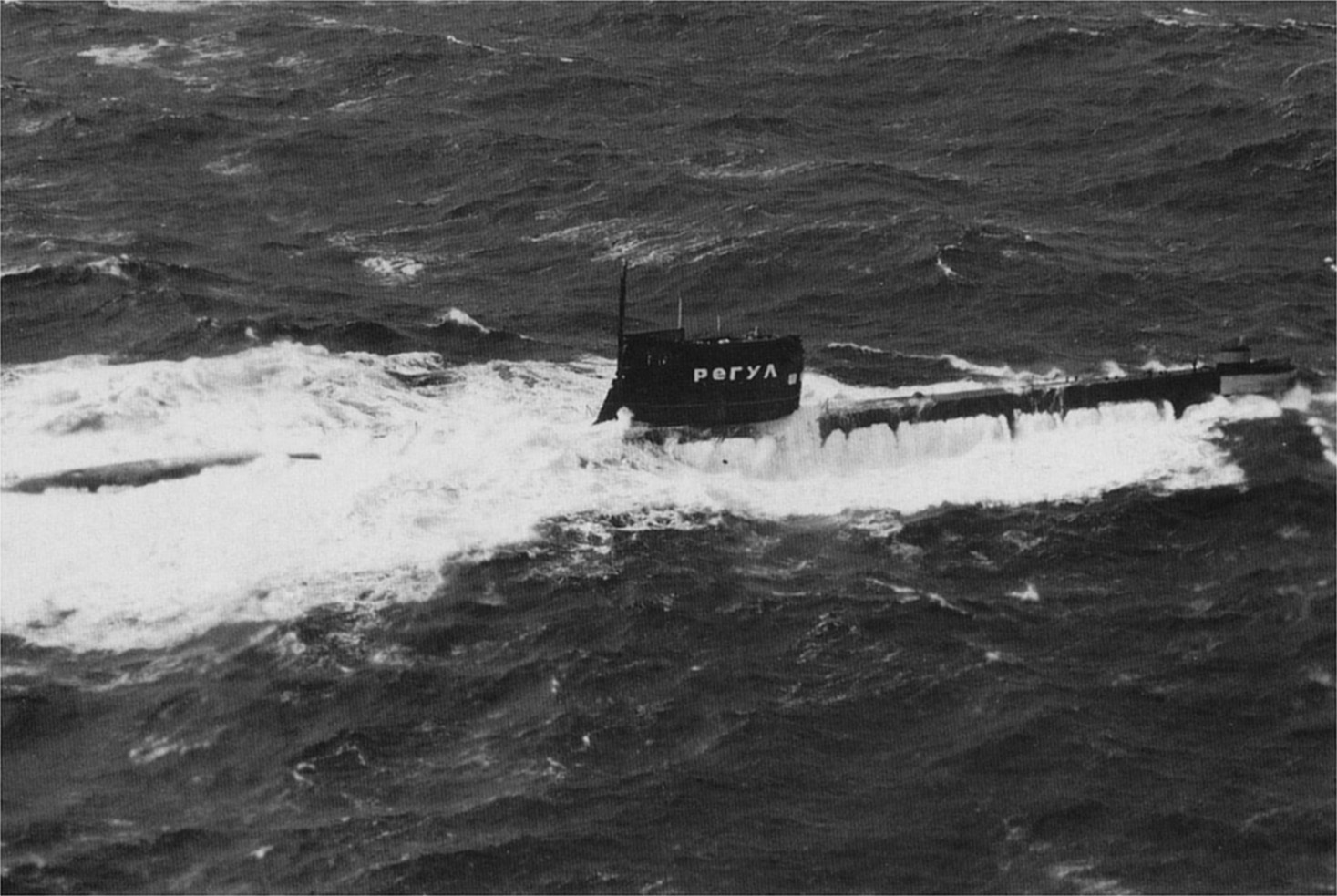
B-101 1982 oder 1983 während der Vermessungsmission „Regul“

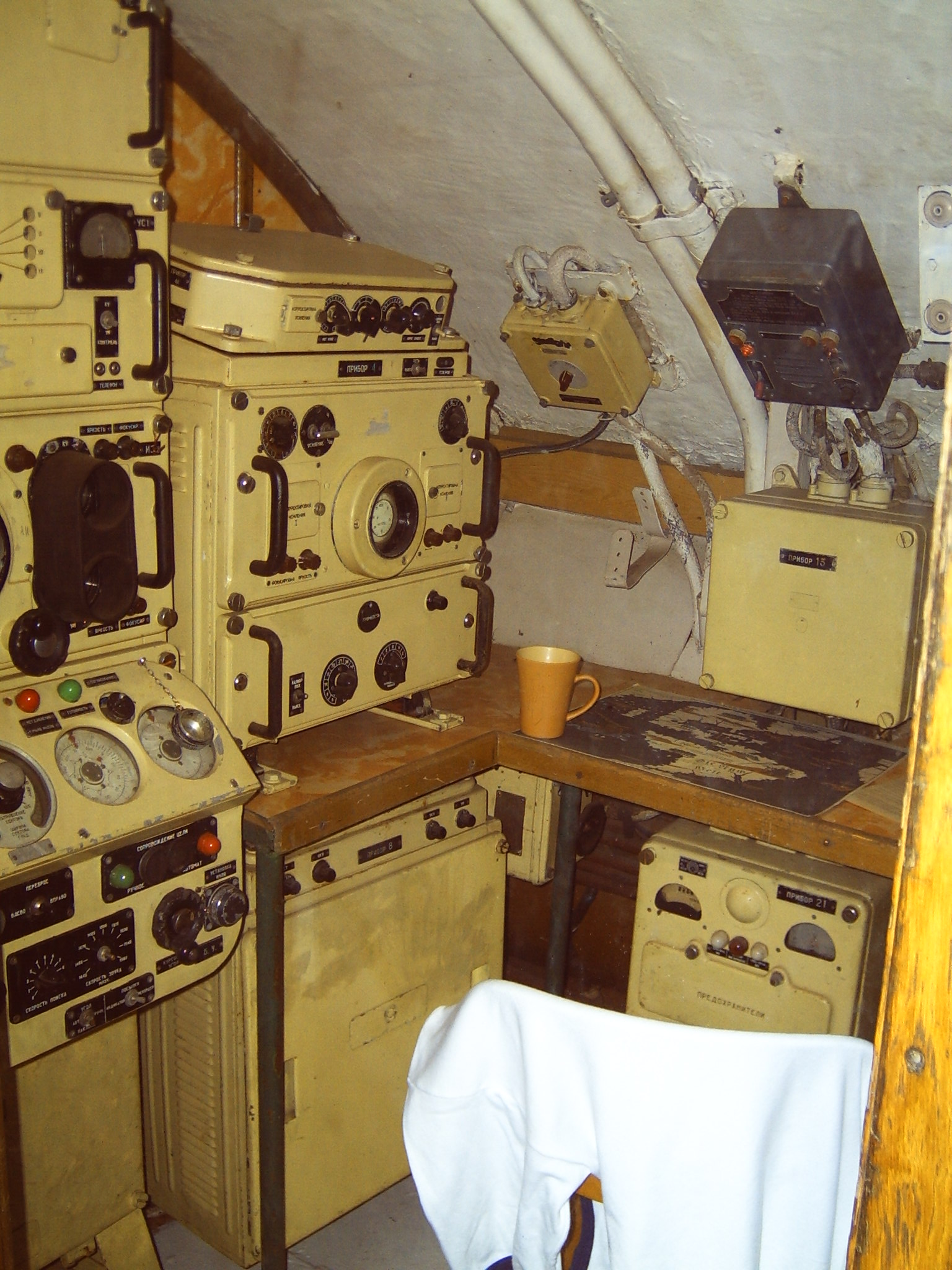
Sonarraum von B-821 in Zeebrügge

Projekt 641 war mit einem „Arktika-M“-Sonarsystem ausgerüstet. Sie konnten Aktiv- und Passivsonarsysteme einsetzen. Ein „MG-10“- oder „MG-15“- System zur akustischen Unterwassertelefonie war neben dem Sonarsystem im Bug verbaut. An der Oberfläche konnten ein „Nakat“-ESM-System, ein „Flag“-Radar und mehrere Funkantennen ausgefahren werden.

## Einheiten
Nach der Fertigstellung von 62 Booten wurde der Bau von Projekt 641 im Jahr 1967 für die sowjetische Marine eingestellt. Die letzten vier dieser Boote gingen in den Export. In den Jahren 1972 bis 1983 wurden 13 weitere Boote für den Export gebaut, sechs für Libyen, vier für Indien und drei für Kuba.
Eine Auswahl:

### B-29
Das Boot wurde am 25. März 1966 in Leningrad auf Kiel gelegt. Es lief am 20. Mai des Jahres vom Stapel und wurde der Nordflotte zugeteilt. B-29 wurde in den folgenden Jahren schwerpunktmäßig im Mittelmeer eingesetzt und patrouillierte, unter anderem während des Jom-Kippur-Krieges im Oktober 1973, in der Region. Nach einer Überholung wurde es 1988 an die polnische Marine übergeben und leistete dort als Dzik mit der Kennung 293 ihren Dienst. Es wurde 2003 ausgemustert und abgewrackt.

### B-33
B-33 wurde am 3. Februar 1961 in Leningrad auf Kiel gelegt und lief bereits am 27. April des Jahres vom Stapel. 1962 wurde es der Pazifikflotte zugewiesen. Am 18. Februar 1987 kam es während einer Tauchfahrt auf Sehrohrtiefe zu einem Kabelbrand in einer Schalttafel in der zweiten Abteilung. Das Feuer griff auf Verkleidungen aus Holz über und Löschbemühungen blieben erfolglos, so dass Abteilung zwei evakuiert wurde. Das Feuer brannte über eine Stunde und der Kommandant ließ schließlich den Torpedoraum (Abt. 1) fluten, um eine Explosion der dort gelagerten Waffen zu verhindern. Fünf Seeleute starben, weitere 15 erlitten Rauchvergiftungen. Das Boot wurde repariert. 1991 öffnete ein Matrose den inneren Verschluss eines Torpedorohres, obwohl dieses zum Meer hin geöffnet war. B-33 sank im Hafenbecken. Es wurde gehoben und später verschrottet.

### B-37
B-37 wurde am 18. Juli 1958 in Leningrad auf Kiel gelegt und lief am 5. November 1958 vom Stapel. Es wurde der Nordflotte zugeteilt und bei Poljarny stationiert.
Am 11. Januar 1962 brach bei Wartungsarbeiten im Hafen ein Feuer an Bord aus. Elf Torpedos im Bugtorpedoraum explodierten. Das Boot sank und 59 Besatzungsmitglieder starben. 1963 wurde das Wrack verschrottet.

### B-59

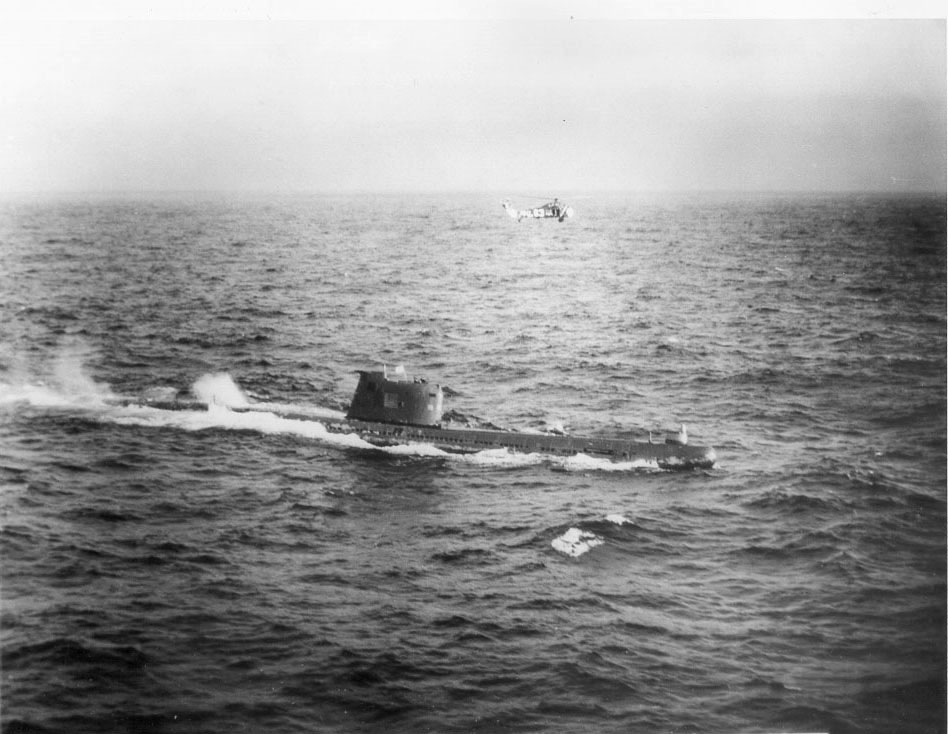
B-59 und ein amerikanischer Hubschrauber der S-58-Serie 1962 während der Kubakrise.

Das Boot wurde am 21. Februar 1960 in Leningrad auf Kiel gelegt und lief am 6. Juni des gleichen Jahres vom Stapel. Es wurde der Nordflotte zugeteilt und in Poljarny stationiert. Am 21. September 1962 brach es gemeinsam mit drei anderen U-Booten in Richtung Kuba auf. Am 20. Oktober 1962, auf dem Höhepunkt der Kubakrise, erreichte B-59 die Quarantänezone, die die US Navy um die Insel errichtet hatte. B-59 versuchte, getaucht seine Fahrt fortzusetzen, wurde aber entdeckt und pausenlos von amerikanischen U-Jagd-Schiffen, Flugzeugen und Hubschraubern verfolgt. B-59 konnte getaucht keine Funkübertragungen senden oder empfangen, so dass die Besatzung weder Informationen über die Gesamtlage besaß noch nachfragen konnte. Als US-Schiffe schließlich in sicherem, aber noch deutlich wahrnehmbaren Abstand zum Boot Wasserbomben abwarfen, waren viele Seeleute von B-59, basierend auf den Informationen über die angespannte Lage vor dem Abtauchen, überzeugt, sie würden angegriffen und inzwischen sei der Dritte Weltkrieg ausgebrochen. Da die Tauchzeit des U-Bootes sich dem Ende näherte, weil das Aufladen der Batterien an der Oberfläche nötig wurde, entschied sich der Kommandant, einen Torpedo mit Nuklearsprengkopf einsatzbereit machen zu lassen. Durch das Einschreiten von Wassili Alexandrowitsch Archipow und anderen Seeleuten wurde die Waffe nie eingesetzt und so der Krieg, von dem die Besatzung glaubte, er sei bereits ausgebrochen, verhindert. B-59 tauchte auf und kehrte einen Monat später in die Sowjetunion zurück. Nach Einsätzen im Atlantik und im Mittelmeer wurde B-59 1990 in Sewastopol außer Dienst gestellt wurde und 1992 verschrottet.

### B-98
Das Boot wurde am 4. April 1963 auf Kiel gelegt und lief am 15. Juni des Jahres vom Stapel. Es wurde der sowjetischen Nordflotte zugeteilt. Von 1968 bis 1970 führte das Boot eine Reise nach Wladiwostok mit Zwischenstopps in Kenia, Somalia und Äquatorialguinea durch. Am 3. November 1987 wurde das Boot an die polnische Marine übergeben, wo es als 292 Wilk seinen Dienst leistete, bis es 2001 ausgemustert wurde.

### B-101
B-101 wurde am 19. Juni 1963 in Leningrad auf Kiel gelegt und lief am 30. August 1963 vom Stapel. 1964 wurde es der 182. Flottille der Pazifikflotte unterstellt. 1982 wurde es im Zuge eines Forschungsauftrages der Sowjetischen Akademie der Wissenschaften unter dem Namen „Regulus“ (russisch: „Регул“) für die Messung gravimetrischer Felder abgestellt. Während des Einsatzes, der bis Jahresmitte 1983 dauerte, legte B-89 fast 25.000 Seemeilen zurück. 1991 wurde das Boot aus dem aktiven Dienst genommen, 1993 aus der Flottenliste gestrichen und zur Verschrottung vorgesehen. 1996 kenterte das verlassene Wrack an seinem Ankerplatz.

### S-20

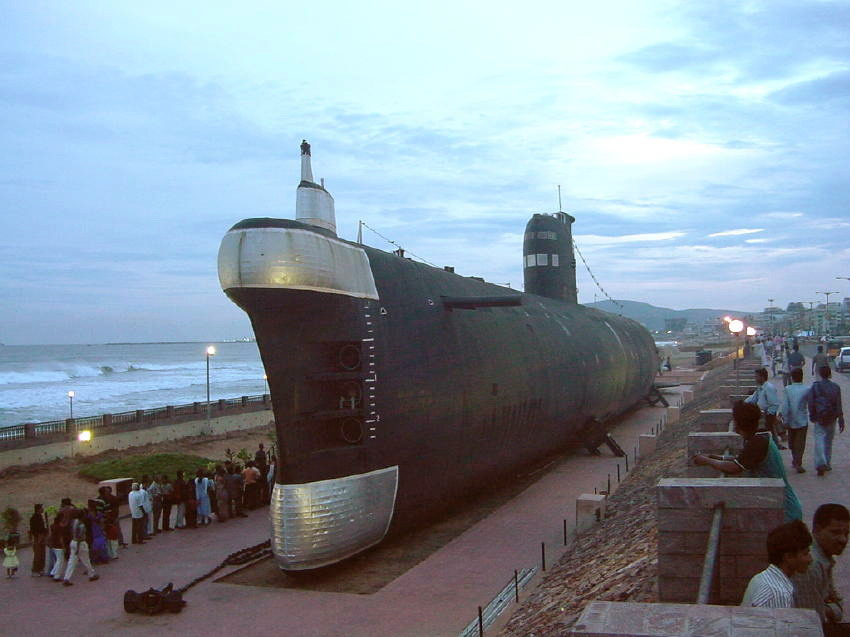
S-20 als Museumsschiff in Visakhapatnam.

S-20 wurde unter der Kennung B-420 in Leningrad am 25. Dezember 1968 auf Kiel gelegt und lief am 25. Februar 1969 vom Stapel. Das Boot wurde in S-20 umgetauft und 1970 durch die Ostsee über Spanien und Mauritius zum indischen Marinestützpunkt Visakhapatnam verlegt. Während des Konflikts mit Pakistan war das Boot in Bombay stationiert. Nach dem Ausbruch des Bangladesch-Krieges wurde es von November bis Dezember 1971 zur Überwachung der Schifffahrtsrouten nach Karatschi eingesetzt. Das Boot wurde 2001 außer Dienst gestellt und 2002 als Museumsschiff an einem Strand seines ehemaligen Heimathafens aufgestellt.

### B-413
B-413 liegt seit seiner Außerdienststellung als Museumsschiff im Museum der Weltmeere in Kaliningrad.

## Belege und Verweise